# Atzstetten
Atzstetten (auch Adstetten) ist ein abgegangener mittelalterlicher Hof auf der Gemarkung der Gemeinde Kirchberg an der Murr im baden-württembergischen Rems-Murr-Kreis. Über die Geschichte der Wüstung, von der sich keine oberirdischen Reste erhalten haben, ist nicht mehr viel bekannt.

## Lage
Atzstetten befand sich auf dem Standort oder ganz in der Nähe des heutigen Frühmeßhofs.

## Geschichte
Erstmals erwähnt wurde Atzstetten als Atunstete in einer Urkunde des Lorscher Codex von 862. Diese Urkunde handelt von einem Tauschgeschäft von Abt Eigelbert vom Kloster Lorsch und dem Adligen Folkwin. Der Abt trat dem Adligen eine Wiese in Wüstenasbach (heute Wüstenbachhof) ab, während Folkwin dem Kloster zwölf Morgen Ackerland in Atunstete übereignete.
In einer Urkunde von 873 sind der fränkische Adlige Ado und seine Frau Detda aus Bottwar erwähnt, die ihren Herrenhof dem Kloster des Hl. Cyriakus in Neuhausen bei Worms vermachen. Möglicherweise ist der Name Atunstete als Stätte des Ado zu deuten.
Im Jahre 1350 wird die Siedlung Atzstetten genannt. In einem Schriftstück von 1549 ist nur noch von dem Adstetter Grund die Rede; 1569 von Adstetter Äcker. Daraus kann geschlossen werden, dass Atzstetten im 16. Jahrhundert unbewohnt war. In einer Pfarrbeschreibung von 1827 heißt es, dass der wüstgelegene Hof 1709 durch Hanns Jacob Heussermann wieder aufgerichtet worden sei. Der neue Hof wurde Adstetter Hof und später Frühmeßhof genannt.